# نیروگاه جندر
نیروگاه سیکل ترکیبی جَندَر سوریه (در سوریه، در استان حمص و در نزدیکی روستای جندر، بهره‌برداری ۱۴ مهر ۱۳۹۰)، یکی از نیروگاه‌های کشور سوریه ساخت شرکت مپنا است. این نیروگاه از نوع سیکل ترکیبی با ظرفیت تولید ۴۸۰ مگاوات است که شامل ۲ واحد گازی ۱۶۰ مگاواتی و ۱ واحد بخار ۱۶۰ مگاواتی است.
سوخت این نیروگاه گاز طبیعی و سوخت پشتیبان نفت گاز (گازوئیل) است.
نیروگاه جندر، از سوی پیمانکاران ایرانی ساخته شده‌است. ایران تا کنون ۳ نیروگاه در سوریه ساخته است که بعد از ساختن نیروگاه تشرین اقدام به ساخت این نیروگاه کرد و بعد از آن نیروگاه سویدیه را ساخت.

## روزشمار ساخت و هزینه نیروگاه
در آذر ۱۳۸۸ با امضای قراردادی میان شرکت مپنا و سازمان تولید و انرژی برق سوریه، ساخت نیروگاه جندر به ایران واگذار شد که بر اساس آن، شروع احداث از سال ۲۰۱۰ میلادی و پس از ۲۸ ماه به بهره‌برداری خواهد رسید.
واحد اول بخش گاز نیروگاه جندر با شماره توربین ساخت M125 توگا، در ۱۴ مهر ۱۳۹۰ به شبکه برق سراسری سوریه سنکرون شد.
هزینه انجام ساخت این نیروگاه ۲۷۵ میلیون یورو معادی ۴۱۰ میلیون دلار است.

## ربوده شدن مهندسان ایرانی
سفارت ايران در دمشق در بیانیه‌ای اعلام کرد: ۵ شهروند ايرانی که از «مهندسين و کارشناسان فنی» پروژه نيروگاه ۴۵۰ مگاواتی «جندر» در حمص بودند، روز سه‌شنبه ۲۹ آذر ۱۳۹۰ خورشیدی مطابق با ۲۰ دسامبر ۲۰۱۱ ساعت شش و نیم صبح در مسير حرکت خود به سمت کارگاه فنی نيروگاه، توسط افراد مسلح ناشناس ربوده شده‌اند. گفته می‌شود که این افراد در مسیر حرکت از محل مسکن استیجاری خود در شهر حمص به سمت سایت نیروگاه واقع در ۲۰ کیلومتری جنوب شهر، ربوده شده‌اند.
گروهی شورشی وابسته به ارتش آزاد سوریه با نام "گردان الفاروق" به سرکردگی شخصی به نام "عبدالرزاق طلاس" مسئولیت این ربایش را بر عهده گرفت. "عبدالرزاق طلاس"، ستوان ارتش سوریه بود که با بروز درگیری‌ها از ارتش جدا شد و به جیش حر (ارتش آزاد سوریه) پیوست.
این گروه پنج نفره که در قرارداد کاری با شرکت ایرانی "صنعت گستر زاگرس" بودند، سجاد امیریان مهندس برق و مسؤول کارگاه پست نیروگاه و چهار تکنیسین نصب تجهیزات پست نیروگاه به نام‌های احد سهرابی، مجید قنبری، کیومرث قبادی و حسن حسنی بودند.
روز بعد از ربوده شدن این ۵ نفر، دو نفر دیگر از پرسنل پروژه به نام‌های مهندس عبدالخالق صحنه (کارمند شرکت توسعه ۲ مپنا و مدیر ایمنی و بهداشت پروژه) و مهندس پژمان بویری منجی (کارمند شرکت پارسیان پست و مدیر احداث پست نیروگاه) که برای پیگیری سرنوشت ۵ نفر قبلی به سمت استانداری حمص در حرکت بودند، مجدداً به دست اعضای همان گروه به اسارت گرفته شدند و تعداد گروگان‌ها به ۷ نفر رسید.
با پی‌گیری‌های ایران، پس از ۱۱ ماه، ۵ نفر از آنان آزاد شدند و به کشور بازگشتند.
پژمان بویری از اهالی شاهین‌شهر اصفهان و حسن حسنی ساکن روستای قاسم‌آباد از توابع شهرستان نیشابور هستند که هنوز [تا تاریخ ۳۰ آذر ۱۳۹۲] در اسارت هستند.